# 第53回NHK紅白歌合戦
『第53回NHK紅白歌合戦』（だいごじゅうさんかいエヌエイチケイこうはくうたがっせん）は、2002年（平成14年）12月31日にNHKホールで行われた、通算53回目の『NHK紅白歌合戦』。19時30分 - 21時25分および21時30分 - 23時45分にNHKで生放送された。

## 概要

### 放送まで
- 今回からBSデジタルハイビジョン（以下BShiデジタル）の視聴者によるお茶の間投票が開始された。
- 当初放送時間の30分短縮が検討されており、出場枠も前回の54組から削られる可能性が示唆されていた[1]。
- 当時NHK会長の海老沢勝二はこの年10月3日の定例会見で「両組司会は前回に引き続き同局のアナウンサーを起用」と公言していた[2]。司会陣は有働由美子・阿部渉・三宅民夫と前回と全く同じ顔ぶれとなった。3人揃って続投になったのは前回の司会評判が「聴き取りやすい」「安定感がある」と好評だったためという[3]。
- 今回の司会発表は11月14日に行われた。
- 司会人選に関する報道は以下の通り。
  - 『スポーツニッポン』（2002年10月4日・10月15日付） - 「紅組司会は第49回（1998年） - 第51回（2000年）に3年連続で紅組司会を務めこの年産休復帰した[注 1]久保純子（当時NHK専属職員）・有働・膳場貴子らが複数参加する検討も進んでいる。白組司会は阿部の続投が有力、宮本隆治（当時NHKアナウンサー）・三宅らの名前も挙がる」[2]「紅組司会の最有力候補に膳場が急浮上。白組司会は阿部の続投が有力」[4]
  - 『スポーツ報知』（2002年10月15日付） - 「紅組司会は有働の続投か久保の復帰が有力。白組司会は阿部・宮本・三宅が候補」
  - 『サンケイスポーツ』（2002年10月15日付） - 「紅組司会は有働と久保の一騎討ち状態。白組司会は阿部の続投が有力」
  - 『読売新聞』（2002年11月11日付） - 「両組司会は有働・阿部の続投が内定」
- 応援サポーターとの役が設けられ、この年上期の連続テレビ小説『さくら』の出演者である高野志穂（ヒロイン。紅組サポーター）、小澤征悦（白組サポーター）が務めた。
- 応援サポーターの発表前、『サンケイスポーツ』（2002年10月15日更新）がこの枠の候補として、紅組に藤原紀香、白組にダウンタウンの浜田雅功（『夢見るタマゴ!熱血浜田塾の夏期講習』の司会）を挙げていた。
- この年ノーベル化学賞を受賞した田中耕一に審査員の打診をしたが、早々に辞退した[5]。

### 当日のステージ
- オープニングは、一年の出来事を紹介する映像が総合司会の三宅のナレーションとともに紹介され、2002年の2つ目の0が地球になっており、地球からNHKホールの上空映像へクローズアップしていき、火花が散って開会が宣言された。
- テレビ番組全般の出演自体が少なく、これまで紅白出場を辞退し続けてきた中島みゆきが関西電力の黒部川第四発電所（黒部ダム）から中継出演して「地上の星」を歌い、放送前から注目を集めた。この時間帯が最高瞬間視聴率（ビデオリサーチ社・関東地区調べ）となった[6]。曲紹介時、有働との絡みはなかった。これについては、当の本人の「あっけらかん」さが表れるのが嫌だった、と中島本人が語っている[7]。また同曲の最中中島が2番の歌詞を間違えた[8][9]ことも話題となった。歌唱直前に同曲が主題歌となっている『プロジェクトX〜挑戦者たち〜』のVTRと、同番組でナレーションを務める田口トモロヲの声が流れた。応援ゲストとして出演した爆笑問題の太田光によると、田口のナレーションは生であり、楽屋も用意されていたという。当初は「初出場にして紅組トリおよび大トリでの登場」になるのではないかとも報道された[10]が、「締めの歌はNHKホールから送りたい」（チーフプロデューサーの並木正行）という理由により、紅組トリでの出演は見送られた[11]。
- 中島は「すごかったのは、（歌詞間違いをした）その瞬間、（歌詞の）テロップを消してくださったんですってね。すごいわ、NHK」とNHKの瞬時の対応を絶賛している。さらに、「ここまで行ったら止まって、ここまでいったら歩いて、一節歌ったらこっちを向いて、みたいな一応練習はしていたんですけど、あの少し前でハウッたんですの。音がモニターがキーンって。そこでちょっと血圧上がりましたね。『やべ』って思った瞬間に、歩いてはいけないポイントで歩いてたんです、私。止まってなきゃならないのに…。目の前でスタッフがワラワラ後ずさっていくんです。あっ!私、ここ止まってなきゃならないんだって思った瞬間、歌詞が…歌詞何って…って飛んだんです」と笑いながら歌詞間違いをした経緯を語っている。また、極寒の地での歌唱で「マイクが氷のように冷たいんです。気の毒だってんで（スタッフが）懐で暖めてくれたんですね。ありがたいことですね」と改めてスタッフの好意に感謝もしている[12]。
- 紅組トップバッターおよび先行トップバッターの藤本美貴のバックでは当時の藤本が所属していたハロー!プロジェクトの中で、同じく今回に出場していたモーニング娘。4・5期メンバー8人がダンスを披露した。なお、ハロー!プロジェクトからは他にも松浦亜弥が出場しており、紅白で初めてハロー!プロジェクトが紅組の3枠を使った。
- 膳場が審査員の朝青龍明徳に「どちらが優勢でしょうか?」と振ったところ、「白星先行」との理由で白組と述べた。これに対し、有働は司会席から「（母国の）モンゴル相撲の衣装は赤じゃないですか」と返した。
- 鳥羽一郎の歌唱時には、作曲・プロデュースを担当した宇崎竜童が、第38回（1987年）以来15年ぶりに登場。鳥羽と共に「海よ海よ」を熱唱した。
- 第2部の白組トップバッターおよび先行トップバッターを務めた氷川きよしのバックダンサーはパパイヤ鈴木とおやじダンサーズ。
- ポルノグラフィティは2002 FIFAワールドカップのNHK中継テーマソング 「Mugen」を歌唱。
- 前川清の「ひまわり」歌唱時にはRAG FAIRがコーラスを担当した。
- 第48回（1997年）で紅白両軍の司会を務めた和田アキ子と中居正広（当時SMAP）の2人を進行役に据え、出場歌手が輪唱をするコーナーが行われた。「静かな湖畔の森の影から」の輪唱シーンにおいて、SMAPの木村拓哉が「静かな湖畔の森の影から男と女の声がする」と歌い、和田が「ここNHKだよ」と言って木村を咎める一幕があった。
- 第46回（1995年）以来7年ぶりとなる小林幸子と美川憲一の豪華衣装対決は美川が先行で推定3億円といわれる宝石をちりばめた衣装で登場。一方、小林は「氷の女王」と呼ばれる白を基調とした絢爛豪華な衣装での登場だった。２人の豪華衣装対決の後、感想を聞かれた審査員の市川海老蔵は「今まで白だったんですが、今の見たら…」と小林の圧倒的なパフォーマンスに驚きを隠せなかった。
- 小林幸子と美川憲一の豪華衣装対決の後は、平井堅 → CHEMISTRY → 中森明菜 → 安室奈美恵と白白紅紅の順で歌った。
- 平井堅は「大きな古時計」のモデルになった時計のある アメリカ合衆国・マサチューセッツ州から中継で歌った。
- 安室奈美恵がこの年に彫った刺青をノースリーブ姿で露出させて歌ったところ、視聴者から苦情が殺到した。これを受けて、翌年の第54回以降、刺青のある出演者は刺青が露出しない服装にするか、化粧などで刺青箇所を塗り隠さなくてはならなくなった。安室は第54回も出場したが、この時はノースリーブ姿で刺青をファンデーションで塗り隠して歌った。
- SMAPは同リーダー・中居正広のソロから入る特別アレンジの「freebird」に「夜空ノムコウ」のサビを入れたSPメドレー「freebird '02」を披露した。
- 谷村新司の「昴-すばる-」の歌唱時には、 中国出身の二胡奏者チェン・ミンが参加した。
- ショーコーナーでは、特別ゲストの柴矢裕美が「おさかな天国」を、北島三郎が『おじゃる丸』の主題歌「詠人」を歌った。
- 紅組トリは出場25回を果たした石川さゆりの「天城越え」。
- 白組トリおよび大トリは五木ひろしが務め、この年の母親の死去後、歌唱を封印していた「おふくろの子守唄」を涙を浮かべながら歌った。
- 曲順発表前、『スポーツニッポン』（12月19日付）がトリ人選について、「白組トリおよび大トリは五木で内定。紅組トリは石川を中心に人選が進められているが、大逆転で中島みゆきの可能性もある。中島が紅組トリの場合、白組トリも谷村ら他のベテランも急浮上の可能性がある」と報じた[13]。曲順発表時、並木プロデューサーはトリ選考に関し、「家族、ふるさと、親子関係などがあらためてクローズアップされた1年。五木の「“おふくろの子守歌”」で締めるのが最もふさわしいと考えた」と説明。石川の「天城越え」は視聴者アンケートでの人気が極めて高かったとした[14]。
- 優勝は紅組。有働は前回のリベンジを果たす格好となった。
- エンディングの「蛍の光」では、いつもステージの端でタクトを振っている指揮担当の宮川泰をステージ中央に迎えた一幕があり、そのまま最後まで中央の司会者の前で指揮を務め上げた。なお、バックコーラスは今回を最後に第56回（2005年）まで登場しなくなる。
- 第2部の平均視聴率は、47.3%（関東地区・ビデオリサーチ社調べ）であった。なお、今回初めて民放の番組に年間視聴率1位の座を明け渡すこととなった[注 2][注 3]。以後も年によっては民放の番組にその座を奪われることもある。
- 第54回における両組司会は有働・膳場、阿部・高山哲哉の体制となる。今回審査員リポートを務めた膳場・高山は事実上の昇格という形になった。また有働・阿部が翌年も組司会を続投した一方、三宅は今回を最後に一旦総合司会を退いた（翌年の総合司会は後輩の武内陶子に交代。三宅は第57回（2006年）で総合司会に復帰している）。
- 第51回から復活していた審査員リポートは今回を最後に再び撤廃された。第54回以降、審査員の紹介や彼らへのインタビューは司会者が行う体制に戻った。
- 今回中継先から歌手が歌唱する演出が第41回（1990年）以来12年ぶりに復活。

## 司会者
- 紅組司会：有働由美子（東京アナウンス室）
- 白組司会：阿部渉（東京アナウンス室）
- 総合司会：三宅民夫（東京アナウンス室）
- 紅組サポーター代表：高野志穂（この年上期の連続テレビ小説『さくら』のヒロイン・エリザベス・さくら・松下役）
- 白組サポーター代表：小澤征悦（同じく『さくら』の桂木慶介役）
- 審査員リポーター：膳場貴子、高山哲哉（いずれも東京アナウンス室）
- ラジオ中継：小野文惠、高市佳明（いずれも東京アナウンス室）

## メイン演奏
- 三原綱木とザ・ニューブリード・東京放送管弦楽団（指揮 三原綱木）

## 審査員
- 朝青龍明徳（大相撲・大関）：この年の大相撲名古屋場所で好成績を挙げ大関に昇進。
- 米倉涼子（女優）：翌年の大河ドラマ『武蔵 MUSASHI』のお通役。
- 市川新之助[注 4]（歌舞伎俳優）同じく『武蔵 MUSASHI』の主人公・宮本武蔵役。
- 阿川佐和子（エッセイスト）：この年のよるドラ『お見合い放浪記』の原作者。
- 宮本恒靖（ガンバ大阪ディフェンダー）：この年開催のFIFAワールドカップ日韓大会でキャプテンとしてサッカー日本代表をベスト16に導く。
- 仲間由紀恵（女優）：『武蔵 MUSASHI』の八重と琴の二役。
- 高橋由伸（読売巨人軍外野手）：この年選手会長として巨人軍を日本一に導く。
- 恩田美栄（フィギュアスケート選手）：この年のNHK杯女子シングルで優勝。
- 岩合光昭（写真家）：翌年放送の『大自然スペシャル 動物カメラマン 野生へのまなざし 氷原の王者ホッキョクグマに迫る』に出演。
- 岸惠子（女優・作家）：翌年上期の連続テレビ小説『こころ』の清野いづみ役。
- 出田幸彦・NHK番組制作局長
- 客席審査員（NHKホールの観客全員）
- BSデジタル審査員（BShiデジタルの視聴者）

## 大会委員長
- 板谷駿一･NHK放送総局長

## 出場歌手
紅組、      白組、      企画、      初出場、      返り咲き。
| 曲順 | 組   | 歌手名               | 回 | 曲目                                         |
| ---- | ---- | -------------------- | -- | -------------------------------------------- |
| 1    | 紅   | 藤本美貴             | 初 | ロマンティック 浮かれモード                  |
| 2    | 白   | w-inds.              | 初 | NEW PARADISE                                 |
| 3    | 紅   | BoA                  | 初 | VALENTI                                      |
| 4    | 白   | RAG FAIR             | 初 | 恋のマイレージ                               |
| 5    | 紅   | ZONE                 | 2  | 夢ノカケラ・・・                             |
| 6    | 白   | キンモクセイ         | 初 | 二人のアカボシ                               |
| 7    | 白   | 山本譲二             | 11 | おまえと生きる                               |
| 8    | 紅   | 田川寿美             | 4  | 女人高野                                     |
| 9    | 白   | 堀内孝雄             | 14 | かくれんぼ                                   |
| 10   | 紅   | 藤あや子             | 11 | 流氷恋唄                                     |
| 企画 | 企画 |                      |    | 憧れのTVヒーロー&ヒロイン50年ショー          |
| 11   | 白   | TOKIO                | 9  | 花唄                                         |
| 12   | 紅   | 松浦亜弥             | 2  | Yeah! めっちゃホリディ                       |
| 13   | 白   | KICK THE CAN CREW    | 初 | マルシェ                                     |
| 14   | 紅   | 華原朋美             | 4  | あきらめましょう                             |
| 15   | 白   | DA PUMP              | 5  | RAIN OF PAIN                                 |
| 16   | 紅   | hitomi               | 2  | SAMURAI DRIVE                                |
| 17   | 紅   | 鈴木慶江             | 初 | 私のお父さん                                 |
| 18   | 白   | ジョン・健・ヌッツォ | 初 | マリア                                       |
| 19   | 紅   | モーニング娘。       | 5  | ここにいるぜぇ!そうだ! We're ALIVE 2002 Ver. |
| 20   | 白   | Gackt                | 2  | 12月のLove song                              |
| 21   | 紅   | 長山洋子             | 9  | めぐり逢い                                   |
| 22   | 白   | 鳥羽一郎             | 15 | 海よ海よ                                     |
| 23   | 紅   | 小柳ゆき             | 3  | Lovin' you                                   |
| 24   | 白   | BEGIN                | 初 | 島人ぬ宝                                     |
| 25   | 紅   | 中村美律子           | 10 | 河内おとこ節                                 |
| 26   | 白   | 森進一               | 35 | 運河                                         |

| 曲順 | 組   | 歌手名                 | 回 | 曲目                         |
| ---- | ---- | ---------------------- | -- | ---------------------------- |
| 27   | 白   | 氷川きよし             | 3  | きよしのズンドコ節           |
| 28   | 紅   | 島谷ひとみ             | 初 | 亜麻色の髪の乙女             |
| 29   | 白   | ポルノグラフィティ     | 2  | Mugen                        |
| 30   | 紅   | 浜崎あゆみ             | 4  | Voyage                       |
| 31   | 白   | ゴスペラーズ           | 2  | 星屑の街                     |
| 32   | 紅   | 夏川りみ               | 初 | 涙そうそう                   |
| 33   | 白   | アルフレッド・カセーロ | 初 | 島唄                         |
| 33   | 白   | THE BOOM               | 2  | 島唄                         |
| 34   | 紅   | Every Little Thing     | 6  | UNSPEAKABLE                  |
| 企画 | 企画 |                        |    | 歌で遊ぼう!紅白Ring Show     |
| 35   | 白   | 前川清                 | 12 | ひまわり                     |
| 36   | 紅   | 川中美幸               | 15 | 貴船の宿                     |
| 37   | 白   | 美川憲一               | 19 | 湯沢の女                     |
| 38   | 紅   | 小林幸子               | 24 | 雪泣夜                       |
| 39   | 白   | 平井堅                 | 2  | 大きな古時計                 |
| 40   | 白   | CHEMISTRY              | 2  | My Gift to You               |
| 41   | 紅   | 中森明菜               | 7  | 飾りじゃないのよ涙は         |
| 42   | 紅   | 安室奈美恵             | 8  | Wishing On The Same Star     |
| 43   | 白   | SMAP                   | 11 | freebird '02〜夜空ノムコウ〜 |
| 44   | 紅   | 中島美嘉               | 初 | WILL                         |
| 45   | 白   | 谷村新司               | 15 | 昴 -すばる-                  |
| 46   | 紅   | 中島みゆき             | 初 | 地上の星                     |
| 47   | 紅   | 香西かおり             | 11 | 津軽じょんから節             |
| 48   | 白   | 細川たかし             | 28 | 津軽山唄                     |
| 49   | 紅   | 和田アキ子             | 26 | 抱擁                         |
| 50   | 白   | さだまさし             | 14 | 精霊流し                     |
| 51   | 紅   | 天童よしみ             | 7  | あんたの花道                 |
| 52   | 白   | 北島三郎               | 39 | 帰ろかな                     |
| 53   | 紅   | 石川さゆり             | 25 | 天城越え                     |
| 54   | 白   | 五木ひろし             | 32 | おふくろの子守唄             |

「憧れのTVヒーロー&ヒロイン50年ショー」の曲目・歌手は次の通り。
- 「おお牧場はみどり」：東京放送児童合唱団〜保田圭・吉澤ひとみ・高橋愛・紺野あさ美・小川麻琴・新垣里沙（モーニング娘。）
- 「ひょっこりひょうたん島」：ミニモニ。
- 「月光仮面は誰でしょう」：氷川きよし
- 「ひみつのアッコちゃん」：安倍なつみ（モーニング娘。）
- 「レッツゴー!ライダーキック」：w-inds.
- 「キューティーハニー」：飯田圭織（モーニング娘。）、藤本美貴、石川梨華（モーニング娘。）
- 「詠人」：北島三郎
- 「おさかな天国」：柴矢裕美

### 選考を巡って
- 「日本音楽界の総決算」をテーマとした今回出場歌手・曲目の多ジャンル化を決行[17]。一方で、前回まで常連だった演歌歌手が次々に落選となり（後述）、北島三郎はNHKに対し批判的なコメントを出した[18]。
- オペラ界から鈴木慶江とジョン・健・ヌッツォが初出場[19]。
- 沖縄・奄美大島のメロディのヒットを受け、夏川りみ、BEGINが初出場[20]。
- テレビ出演が少ない中島みゆきが初出場。中島のNHK出演は1999年の『夜会の冒険』以来。テレビへの生登場は1978年のフジテレビ系列『夜のヒットスタジオ』以来で、NHKの番組への生出演はこれが初となった[21]。
- 前回メンバーの稲垣吾郎の不祥事で出場を辞退したSMAPが2年ぶりに、「あきらめましょう」がヒットした華原朋美が4年ぶりに復帰[22]。
- この年カバー・アルバムがヒットし、デビュー20周年を迎えた中森明菜が第39回（1988年（昭和63年））以来14年ぶりに復帰を果たした[23]。
- 16年連続出場（初出場以来）の吉幾三、14年連続出場（初出場以来）の坂本冬美、12年連続出場（初出場以来）の伍代夏子、9年連続出場（通算10回出場）の由紀さおり・安田祥子、8年連続出場（通算22回出場）の郷ひろみ、5年連続出場（それぞれ初出場以来、通算18回出場）のMAX、西城秀樹、3年連続出場（それぞれ通算23回、15回、16回出場）の八代亜紀、松田聖子、加山雄三といった常連が今回不選出となった。
- 坂本はこの年3月を以って芸能活動を休業していたため、今回は紅白出場を見送った。その後、翌2003年（平成15年）4月に歌手活動を再開、同年の第54回には2年ぶり15回目のカムバック出場を果たしている。
- 郷は前回の出場を最後に一旦活動休止となっていたが、2010年（平成15年）の第61回では9年振り23回目の復帰出演と成った。
- アンケート結果で上位だった宇多田ヒカル、桑田佳祐らが早々に出場辞退した[17]。
- 「ワダツミの木」が約80万枚の大ヒットを記録し、この年下期の連続テレビ小説『まんてん』の主題歌「この街」を担当していた元ちとせ（奄美大島出身）に、番組側が早くから出演の打診をしており、一部メディアに「出場確実」と報じられていた。しかし、元の所属事務所・オフィスオーガスタ側より「その時期は、本人がレコーディングのためパリに行くため、そこから中継にしてほしい」と要望した。番組側から「本人と関連のある場所（出身地や楽曲に関係する場所）でなければ、中継はできない」とその要望を断ったため、最終的に元は出場を辞退した。
- この年開催されたソルトレークシティオリンピックのNHK中継テーマソング「果てなく続くストーリー」を担当したMISIAの出場も実現しなかった。
- きたやまおさむによれば、ザ・フォーク・クルセダーズにこの年シングル発売された「イムジン河」で紅白出場の打診があったが、メンバーの1人が固辞したため実現しなかった[24]。

### その他
- 森進一は史上初の35年連続出場を達成した。
- モーニング娘。について、この年9月にグループを卒業した後藤真希が本紅白で1日限りの復帰をする計画があると報道された[25]が、実現することはなかった。
- 8年連続出場（通算10回）の中村美津子、5年連続出場（初出場以来）のDA PUMP、3年連続出場（初出場以来）の小柳ゆきは翌年不出場となり、今回で連続出場が途絶えた。小柳は今回を最後に出場していないが、中村は第55回（2004年）および第58回（2007年） - 第61回（2010年）、DA PUMPは第69回（2018年）・第70回（2019年）で再出場を果たしている[注 6]。

## ゲスト出演者
- ミニモニ。：「憧れのTVヒーロー&ヒロイン50年ショー」。
- ドン・ガバチョ、トラヒゲ、博士、チャッピ、ガラクータ（『ひょっこりひょうたん島』のキャラクター）：同上。
- 仮面ライダー1号、仮面ライダー2号、仮面ライダーV3、仮面ライダーX、仮面ライダーアマゾン、仮面ライダーストロンガー、スカイライダー、仮面ライダースーパー1、仮面ライダーZX、仮面ライダーBLACK RX、仮面ライダーZO、仮面ライダーJ（『仮面ライダーシリーズ』のキャラクター、いわゆる「昭和ライダー」。）：同上。
- 坂ノ上おじゃる丸、アオベエ、アカネ、キスケ（アニメ『おじゃる丸』のキャラクター）：同上。
- どーもくん、うさじい、たーちゃん（NHK-BSマスコットキャラクター）：同上。
- スプー、アネム、ズズ、ジャコビ（『おかあさんといっしょ』の人形劇「ぐ〜チョコランタン」キャラクター）：同上。
- 柴矢裕美：同上。
- おさかなボーイ、おさかなガール、おさかな博士（「おさかな天国」のおさかなキャラクター）：同上。
- メロン記念日：松浦亜弥のバックダンサー。
- 優香（この年の『ポップジャム』司会者）：KICK THE CAN CREWの曲紹介。
- 爆笑問題（この年の『笑いがいちばん』司会者）：hitomiの曲紹介。
- 浜田学（『武蔵 MUSASHI』の胤舜役）：モーニング娘。とGacktの曲間。
- 武藤敬司（同じく『武蔵 MUSASHI』の阿厳役）：同上。
- パパイヤ鈴木とおやじダンサーズ：氷川きよしのバックダンサー。
- 北川えり（この年のNHK教育『中国語会話』の生徒役）：ポルノグラフィティの曲紹介。
- 宮地真緒（この年下期の連続テレビ小説『まんてん』のヒロイン・日高（花山）満天役）：Every Little Thingの曲紹介。
- 照英（同じく『まんてん』の森山栄治役）：同上。
- 赤井英和（同じく『まんてん』の日高源三役）：同上。
- コロッケ：小林幸子の曲紹介。(美川憲一のものまねをしながら)
- 田口トモロヲ（『プロジェクトX〜挑戦者たち〜』のナレーション）：中島みゆきの曲紹介。ただし、顔は出さなかった。

### 演奏ゲスト
- 加羽沢美濃：ジョン・健・ヌッツォのピアノ伴奏。
- 桑野信義：鳥羽一郎のトランペット伴奏。
- そうる透：同上のドラムス伴奏。
- 琢磨仁：同上のベース伴奏。
- フランク・マロッコ：小柳ゆきのアコーディオン伴奏。
- THE THRILL：ポルノグラフィティのブラスバンド伴奏。
- 吉川忠英：夏川りみのギター伴奏。
- 與那覇徹：同上の三線伴奏。
- 石成正人：平井堅のギター伴奏。
- BLACK BOTTOM BRASS BAND：中森明菜のブラスバンド伴奏。
- チェン・ミン：谷村新司の二胡伴奏。
- 上妻宏光、木下伸市：香西かおりの津軽三味線伴奏。
- 宮川泰：エンディング「蛍の光」で指揮担当。

## 関連番組
ラブ紅白
放送：総合 随時
あなたが選ぶ思い出の紅白　感動の紅白!
放送：BS2 2002年12月29日 17:00 - 18:59
司会：水前寺清子、コロッケ、宮本隆治、黒崎めぐみ
出演者：石川さゆり、氷川きよし、山本譲二